# Ulica Podmurna w Toruniu
Ulica Podmurna w Toruniu – ulica na Starym Mieście, przecinająca je z południa na północ, najdłuższa ulica w toruńskim zespole staromiejskim. Biegnie wzdłuż linii wschodniego odcinka dawnych murów obronnych Starego Miasta, po ich wewnętrznej stronie.

## Nazwa
Do XVII w. północna część ulicy nazywana była w odniesieniu do murów miejskich, względnie do sąsiednich bram - Chełmińskiej i Kotlarskiej: „przy murach miejskich”, „przy łukach” (am Schwiebbogen), „za murem między Bramą Chełmińską a Bramą Wielką”, itp. Odcinek sąsiadujący z Bramą Kotlarską był nazywany najczęściej „Przy Bramie Kotlarskiej” (ew. „Wielkiej”). W XIX w. ulica nosiła nazwę zbliżoną do dzisiejszej - Przy Murach Miejskich (An der Mauer, An der Stadtmauer). Na przełomie XIX i XX niemiecką nazwę zmieniono na Mauerstraße (co można tłumaczyć jako ul. Murna).

## Zabudowa
Ulica miała charakter ulicy przymurnej, służącej do komunikacji w razie obrony miasta. Jej zachodnia granica była wyznaczona przez mur obronny, oddzielający Stare Miasto od Nowego, w którym umieszczone były baszty, a na wylotach ulic Szerokiej i Szewskiej bramy - odpowiednio Kotlarska i Paulińska. Działki przy jej zachodniej pierzei stanowiły zaplecze gospodarcze działek przy ulicach Mostowej, Szerokiej, Szczytnej i Chełmińskiej i były zabudowane tzw. domami tylnymi i spichrzami. W tzw. budach (domach dobudowanych do murów) w XV w. mieszkali głównie rzemieślnicy. Na pocz. XIX w. po osiedleniu się Żydów w Toruniu, na tyłach działki przy ul. Szczytnej, przy ul. Podmurnej stanęła synagoga żydowska. W XIX w. zaczęto tu stawiać skromne kamienice czynszowe, jednak ulica zachowała charakter bocznej uliczki gospodarczej. Do dzisiaj zachowały się krótkie odcinki murów obronnych oraz kilka baszt.

## Ważniejsze obiekty[2][3]
| Nr  | Adres            | Obiekt                                                                  | Lata budowy                                                    | Projekt                     | Styl architektoniczny | Ewidencja zabytków               | Uwagi | Zdjęcie |
| 1.  | Podmurna 1       | spichrz, obecnie Miejska Instytucja Kultury "Dom Muz"                   | XV wiek, przebudowa 1865, 1927                                 |                             | gotyk                 | nr rejestru A/1516               | Spichrz gotycki przebudowany w XIX i XX wieku na mieszkania, pierwotnie jedno- obecnie dwupiętrowy. Połączony z sąsiednim spichrzem pod numerem 3, mieści od 1985 roku najpierw Miejski Dom Kultury „Centrum”, a po jego przekształceniu, od 1993 r. obiekt był główną siedzibą miejskiej instytucji kultury Dom Muz.                                        |         |
| 2.  | Podmurna 3a      | spichrz, obecnie Miejska Instytucja Kultury "Dom Muz"                   | XVIII wiek                                                     |                             | barok                 | nr rejestru A/558                | Przebudowany na mieszkania w 1965 roku. |         |
| 3.  | Podmurna 4       | Dwór Bractwa Świętego Jerzego w Toruniu, tzw. "Dwór Mieszczański"       | XV wiek, przebudowa 1883                                       | przebudowa - Julian Rehberg | gotyk, neogotyk       | nr rejestru A/925                | W skład budynku wchodzi również jedna z baszt Torunia (więcej: Mury miejskie w Toruniu) Wartownia. Pochodzi z XIII wieku, przebudowana i nadbudowana w XIX wieku. Cały dwór mieścił przed wojną siedzibę Kurkowego Bractwa Strzeleckiego, po wojnie schronisko młodzieżowe i Państwowy Dom Dziecka, obecnie siedziba Towarzystwa Miast Partnerskich Torunia. |         |
| 4.  | Podmurna 5       | spichrz, obecnie dom mieszkalny                                         | XVI, przebudowa XVIII wiek                                     |                             | barok                 | nr rejestru A/557                | Spichrz |         |
| 5.  | Podmurna 9       | spichrz                                                                 | XVIII wiek                                                     |                             | barok                 | N                                | Wraz z sąsiednim spichrzem pod numerem 11, do 2011 roku mieścił Instytut Filologii Słowiańskiej Wydziału Filologicznego UMK |         |
| 6.  | Podmurna 11      | spichrz                                                                 | przebudowa 1 połowa XVII wiek                                  |                             | gotyk, renesans       | nr rejestru A/400                | Wraz z sąsiednim spichrzem pod numerem 9, do 2011 roku mieścił Instytut Filologii Słowiańskiej. Usytuowany wzdłuż ulicy Ciasnej, czterokondygnacyjna, kalenica wzdłuż ul. Ciasnej kryta masywnymi gąsiorami (o bardzo dużej wartości zabytkowej). Szczyty późnorenesansowe.                                                                                  |         |
| 7.  | Podmurna 13      | spichrz                                                                 | 1 połowa XVII                                                  |                             | renesans              | nr rejestru A/671                | Należy do zespołu Pałacu Fengerów |         |
| 8.  | Podmurna 16      | Baszta Monstrancja                                                      | pierwsza baszta: XIII, w obecnym kształcie: XV, XIX wiek, 1950 |                             | gotyk                 | nr rejestru A/145                | Jedna z dziewięciu baszt zachowanych w ciągu murów miejskich w Toruniu. Więcej w osobnym artykule. |         |
| 9.  | Podmurna 26      | Baszta nr 53                                                            | XIV wiek                                                       |                             | gotyk                 | nr rejestru A/532                | Wraz z sąsiednią basztą (Podmurna 30) w XIX wieku pełniła funkcję spichrza. |         |
| 10. | Podmurna 30      | Baszta nr 53a                                                           | XIV wiek                                                       |                             | gotyk                 | nr rejestru A/503                | Wraz z sąsiednią basztą (Podmurna 26) w XIX wieku pełniła funkcję spichrza. Przebudowana w 1880 r. |         |
| 11. | Podmurna 56 i 58 | domy mieszkalne                                                         | XVIII/XIX wiek                                                 |                             | klasycyzm             | nr rejestru A/1518               | Kamienice oparte pierwotnie o mur miejski, konstrukcji szkieletowej, jedno- i dwupiętrowa. |         |
| 12. | Podmurna 60      | Baszta nr 56                                                            | koniec XIII wiek                                               |                             | gotyk                 | nr rejestru A/533                | Zbudowana pod koniec XIII wieku, zabudowa ściany od strony ulicy w XVII-XVIII wieku, w 1911 dobudowa kamienicy 3 piętrowej, którą ze względu na zły stan techniczny wyburzono w latach 80., przywracając pierwotny wygląd baszcie. W XIX wieku służyła jako magazyn, baszta wówczas posiadała żuraw towarowy.                                                |         |
| 13. | Podmurna 65      | miejsce po Wielkiej Synagodze                                           | 1885, rozbiórka 1939-1940                                      |                             | historyzm             |                                  | Zabudowania gminy żydowskiej w Toruniu zajmowały działki przy ul. Szczytnej 10 i 12 oraz Podmurnej 65. Od strony Szczytnej znajdowała się kamienica mieszcząca m.in. szkołę, a na tyłach, od strony ul. Podmurnej, mieściła się synagoga. |         |
| 14. | Podmurna 74      | Baszta Koci Łeb                                                         | XIII wiek, odbudowa i przebudowa XIX/XX                        |                             | gotyk, neogotyk       | nr rejestru A/399                | Więcej informacji w osobnym artykule. |         |
| 15. | Podmurna 77      | kamienica                                                               | 1600, XIX                                                      |                             | renesans              | nr rejestru A/1255               | Adres wspólny z Szewska 1-3 |         |
| 16. | Podmurna 93      | magazyn, obecnie siedziba Fundacji Generał Elżbiety Zawackiej w Toruniu | ok. 1880                                                       |                             | historyzm             | gminna ewidencja zabytków nr 577 | Pierwotnie budynek pełniący funkcję zaplecza magazynowego dla składu win mieszczącego się przy ul. Chełmińskiej 14. |         |